# 繞線轉子馬達

繞線轉子馬達的示意圖

繞線轉子馬達是一種特殊的交流感應馬達，其轉子繞組透過集电环接到外部的電阻，調整電阻即可調整馬達的速度及轉矩特性。繞線轉子馬達在啟動時可以在轉子上加大電阻，因此接市電啟動時的突入電流小，在馬達加速後，電阻的阻值即可降低。繞線轉子馬達的開發可以回推到Mikhail Dolivo-Dobrovolsky在1890年及1891年在AEG的貢獻。
常見的感應馬達為鼠籠式電動機，也就是轉子的繞組改用鼠籠式導條的感應馬達。相較於鼠籠式電動機，繞線轉子馬達的轉子繞線圈數較多，感應電壓較大，而感應電流較小。轉子有三個端子接到集电环，馬達啟動時每一個端子都接一個大功率的可變電阻，啟動時電阻降低定子的磁場強度，因此可降低突入電流，馬達已加速到定速時，三個端子即可直接短路。繞線轉子馬達的另一個優點是其啟動轉矩較鼠籠式要高。
繞線轉子馬達可以用在多種可調速驅動系統中。可調速驅動系統中有些會將轉子上滑差功率回送到交流電源端，因此有寬廣的速度控制範圍及高效率。双馈电机用外部電源透過集电环輸入能量到轉子電路，因此可放寬速度的控制範圍。在變頻器出現後，大部份用集电环控制速度的系統已被用變頻器驅動的鼠籠式電動機系統所取代。

## 應用領域
繞線轉子馬達會用在其優點（高啟動轉矩以及低啟動電流）遠超過其缺點的場合
。特別是在一些高性能的領域
。尤其在一些電網較弱的地區，繞線轉子馬達是可以取代鼠籠式馬達以及變頻器的有利選項
。繞線轉子馬達也常用在要處理大的轉動慣量以及大負載力矩的場合。在電網較弱的地區，大功率的變頻器若使用傳統的橋型整流電路，會造成市電上弦波的歧變，對電網有不良的影響。繞線轉子馬達就沒有這樣的問題。在功率超過630kW，或是電壓超過6kV以上的應用，繞線轉子馬達有可以取代鼠籠式馬達以及變頻器的優勢。其他應用則已被鼠籠式馬達以及變頻器所取代。